# ویلهلم فریدمان باخ

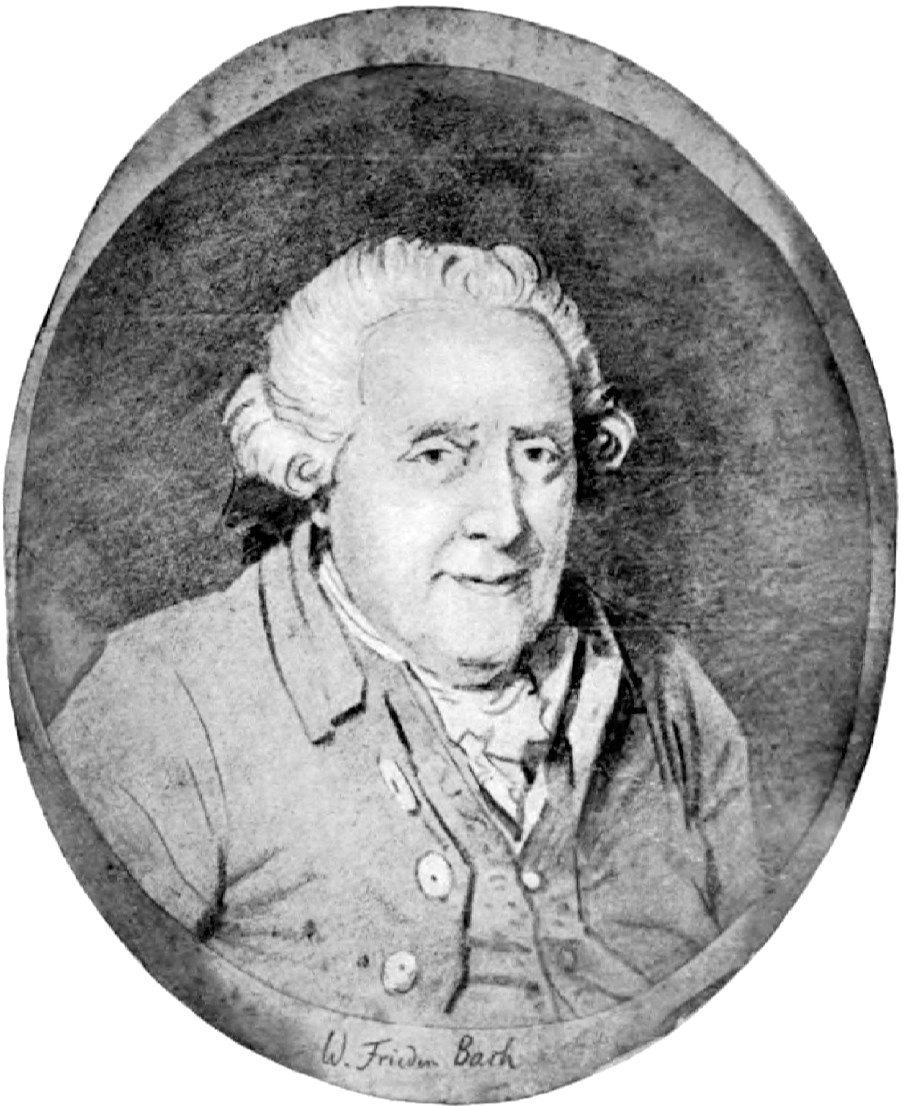
طرح چهرهٔ ویلهلم فریدمان باخ

ویلهلم فریدمان باخ (به آلمانی: Wilhelm Friedemann Bach) (زادهٔ ۲۲ نوامبر ۱۷۱۰ – درگذشتهٔ ۱ ژوئیهٔ ۱۷۸۴) دومین فرزند و بزرگ‌ترین پسر یوهان سباستیان باخ و ماریا باربارا باخ، آهنگساز و نوازندهٔ آلمانی بود. با وجود نبوغی که به‌عنوان ارگ‌نواز، بداهه‌پرداز و آهنگ‌ساز داشت، درآمد و شغل ثابتی نداشت و در فقر جان سپرد.

## زندگی‌نامه
ویلهلم فریدمان باخ (سپس فریدمان) در وایمار، جایی که پدرش به‌عنوان نوازندهٔ ارگ و موسیقی‌دان مجلسی دوکِ زاکس-وایمار استخدام شده بود، به دنیا آمد. در ژوئیهٔ ۱۷۲۰، زمانی که فریدمان نُه‌ساله بود، مادرش ماریا باربارا باخ به‌طور ناگهانی درگذشت. یوهان سباستیان باخ در دسامبر ۱۷۲۱ دوباره ازدواج کرد. یوهان سباستیان با دقت فراوان بر آموزش و کار موسیقی فریدمان نظارت داشت.